# 萬聖節救星修比
《萬聖節救星修比》（英語：Hubie Halloween）是一部2020年美國喜劇恐怖片，由史提芬·比爾執導，亞當·山德勒主演並與提姆·赫利希共同編劇，其他演員包括凱文·詹姆斯、朱莉·鲍温、玛雅·鲁道夫及雷·利奥塔。該片2020年10月7日上線Netflix。

## 劇情
身為萬聖節狂熱粉的修比·杜布瓦每年萬聖節都會主動確保他的家鄉颯冷鎮居民安全地慶祝並遵守規則。但是今年，一名逃脫的罪犯和一個神秘的新鄰居使修比處於高度戒備狀態。當人們開始陸續失蹤時，修比必須說服警察和鄉親有怪物出現在鎮上；儘管修比被當作笑柄，但也只有他能阻止危險的發生。

## 演員
- 亞當·山德勒飾演修比·杜布瓦（Hubie Dubois）
- 凱文·詹姆斯飾演史提夫·道寧警官（Officer Steve Downing）
- 朱莉·鲍温飾演維爾莉特·瓦倫汀（Violet Valentine）
- 玛雅·鲁道夫飾演亨尼西女士（Mrs. Hennesy）
- 雷·利奥塔飾演蘭多爾法先生（Mr. Landolfa）
- 諾亞·施納普飾演湯米·瓦倫汀（Tommy Valentine）
- 珮頓·利斯特飾演佩姬（Peggy）
- 派瑞絲·貝爾克（英语：Paris Berelc）飾演梅根（Megan）
- 史蒂夫·布希密飾演華特·蘭伯特（Walter Lambert）
- 勞勃·許奈德飾演李奇·哈特曼（Richie Hartman）
- 麥克·切克里斯飾演颯冷鎮上常駐的傳教士
- 琪娜·安·邁克蓮（英语：China Anne McClain）飾演泰勒女士（Miss Taylor）
- 凱南·湯普森飾演貝拉克警官（Officer Blake）
- 俠客·歐尼爾飾演DJ奧洛拉（DJ Aurora）
- 班·史提勒飾演哈爾·L（Hal L.）

## 製作
2019年7月，據報導，亞當·山德勒、凱文·詹姆斯、朱莉·鲍温、玛雅·鲁道夫等眾影星將合作出演Netflix喜劇電影，由史提芬·比爾執導，快乐麦迪逊製作。主要拍攝於2019年7月在麻薩諸塞州開始進行。

## 發行
《萬聖節救星修比》定於2020年10月7日全球上線Netflix。

## 外部連結
- 互联网电影数据库（IMDb）上《萬聖節救星修比》的资料（英文）